# Kletzke (Plattenburg)
Kletzke ist ein Ortsteil der amtsfreien Gemeinde Plattenburg im Landkreis Prignitz in Brandenburg.

## Lage
Der Ort liegt nordöstlich der Kernstadt Bad Wilsnack an der nördlich verlaufenden B 5. Durch den Ort verläuft die Kreisstraße K 7007, westlich fließt der Cederbach und östlich verläuft die B 107. Zu Kletzke gehört der südlich liegende Gemeindeteil Plattenburg. Nördlich von Kletzke liegt eine Flur mit der Bezeichnung Oll Dörper, eine Dorfstelle von Klein Welle, nordnordöstlich existiert der Flurname 4 Dörfer.

## Geschichte

### 14. und 15. Jahrhundert

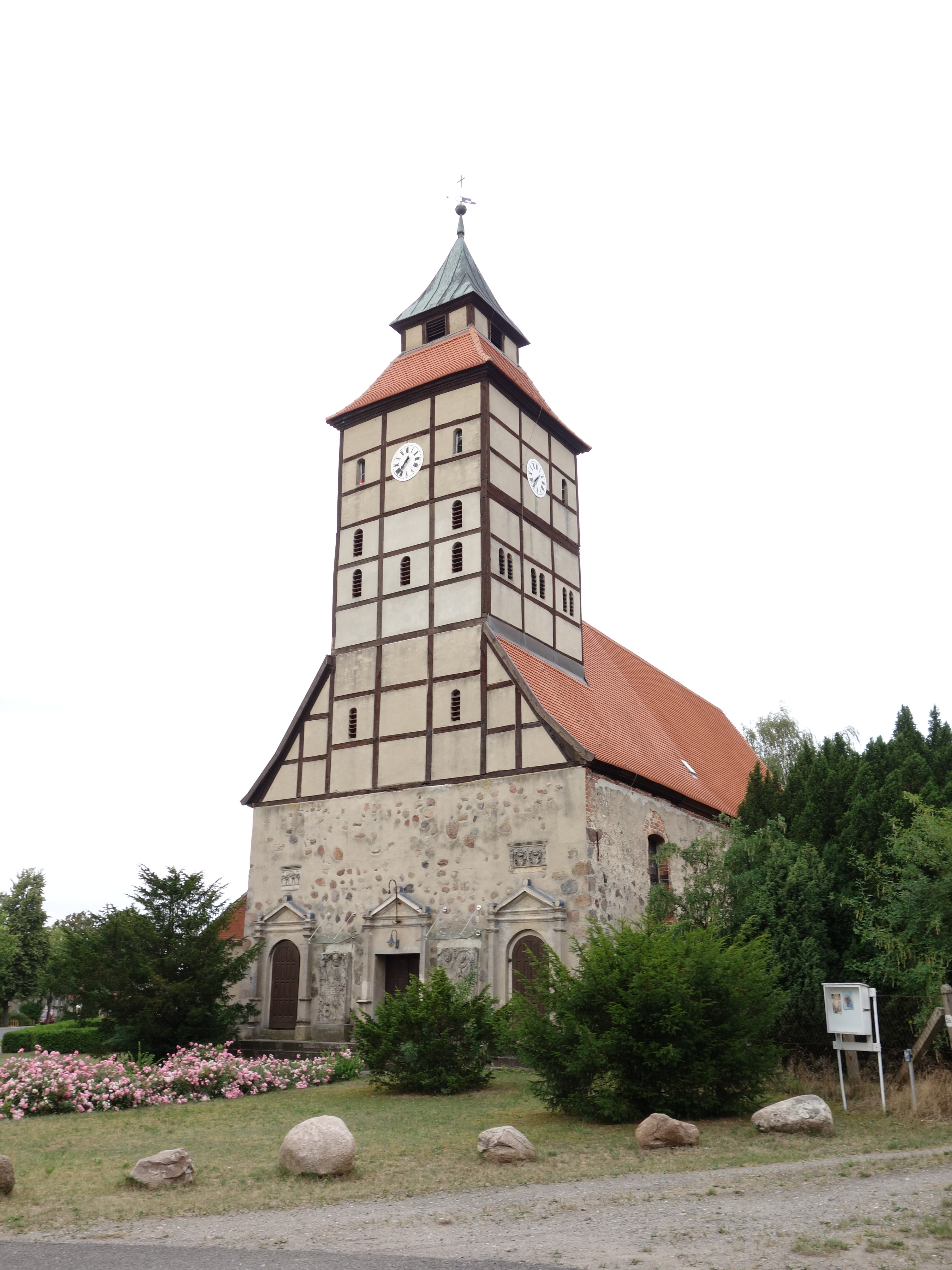
Dorfkirche in Kletzke (2016)

Das große Straßendorf wurde erstmals 1307 als Cliceke urkundlich erwähnt und erschien im Jahr 1333 als Pfarrdorf in den Akten. Es gehörte vor 1375 den von Quitzow, die im Dorf auch ihren Rittersitz hatten. Sie hielten außerdem die Ober- und Untergerichtsbarkeit sowie das Kirchenpatronat. In dieser Zeit muss es im Dorf bereits eine Feldsteinkirche gegeben haben, denn 1275 erschien ein Pfarrer Hildebrandt im Dorf. Im Jahr 1414/1415 kam es in to Kleseke zu einem Überfall mecklenburgischer Raubritter, die Henning von Quitzow ausraubten, sieben Pferde stahlen und die Scheune anzündeten. Im Jahr 1420 kam es zu weiteren Überfällen durch Raubritter, bei der auch der Pfarrer bestohlen wurde. Im Jahr 1421 wohnte ein Gerke von Möllendorf in Kletzke. Vermutlich stand er im Dienste der von Quitzow. Ein Jahr später raubte Hans Prignitz aus Mecklenburg den Bauern im Dorf insgesamt 33 Pferde. Außerdem stahl er elf Ackerpferde aus dem adeligen Hof sowie einige Reisigpferde. Aus dem Jahr 1473 ist ein Lehnschulzengut überliefert. Die Übergriffe aus Mecklenburg hörten auch in den Folgejahren nicht auf. Aus den Jahren 1475 und 1497 sind Klagen des Erzbischofs von Magdeburg über märkische Raubritter überliefert. In dieser Zeit erschien das Dorf im Jahr 1484 in der Schreibweise Clitzk.

### 16. Jahrhundert
Im Jahr 1515 gab es im Dorf eine Burg mit vier dabeiliegenden Hufen. Die von Quitzow konnten ihren Besitz erweitern und erwarben einen Anteil der Vettern aus Stavenow. Im Jahr 1540 erschien die Schreibweise Clietzke in den Akten; kurz darauf wurde erneut ein Pfarrhof mit zwei Hufen erwähnt (1542), der spätestens im Jahr 1558 einen Garten besaß. Der Pfarrer musste ihn selbst bestellen und konnte im genannten Jahr 32 Scheffel Roggen und je 20 Scheffel Gerste und Hafer aussäen. Außerdem erntete er 8 Fuder Heu auf einer Wiese am Ende des Hufschlags. Er erhielt Hebungen aus Groß Werzin, Groß Gottschow und Kuhsdorf. Weitere Einkünfte erzielte er aus Hebungen aus der Niedermühle in Viesecke: 1 Wispel 10 Scheffel Meßkorn. Im Jahr 1581 bekam er 22 Scheffel aus der Gemeinde und 13 1⁄4 Scheffel von drei von Quitzow. Der Küster besaß eine Wohnung mit Kohlgarten und erhielt 1 Wispel 10 Scheffel Roggen von der Gemeinde. Die Kirche konnte auf 5 Scheffel Saat und eine Wiese mit 1 1⁄2 Fuder Heu zurückgreifen. Im Jahr 1581 erhielt sie 3 Scheffel Saat ums andere Jahr und Land zu 3 Scheffel Saat sowie 4 Fuder Heu. Im Jahr 1576 lebten im Dorf 19 Hufner und 19 Kossäten. Bis 1588 war ein Vorwerk mit Ackerbau zu 8 1⁄4 Wispel Roggen-, 7 Wispel 14 1⁄2 Scheffel Gersten-, 2 Wispel 23 1⁄2 Scheffel Hafer, 3 1⁄2 Scheffel Erbsensaat entstanden. Es gab einen Hopfengarten, eine Schäferei (mit einem Schulzenhufen) für 400 Schafe. Im Vorwerk gab es Gesinde, einen Schreiber, einen Koch, eine Schlüter, einen Obervogt und einen Untervogt, eine Altfrau, eine Magd sowie eine Meierei, einen Kuhhirten und einen Pförtner.

### 17. Jahrhundert
Die Gemeinde nutzte zusammen mit anderen Dörfern die wüsten Feldmarken Hoppenrade und Zeterbow (1607). Kurz darauf wurde lediglich der Adelssitz der von Quitzow erwähnt (1608). Im Jahr 1649 bestanden im Dorf ein Haus und Rittersitz der von Quitzow. Das Haus wurde auch als „Neue Burg“ bezeichnet und lag neben der alten Burg, die von einem zugewachsenen Graben umgeben war. Außerhalb der Ringmauern befand sich ein Kornhaus, ein Gefängnis, ein Brau- und Backhaus sowie Backhöfen. Es gab weiterhin einen Garten mit Karpfenteich, eine Badestube, Waschbänke, eine Bleichstätte, Fischteiche und einen Hopfengarten. Am Wege nach Viesecke gab es einen Erbkrug der Junker aus Kletzke, der mit einer halben Hufe Land ausgestattet und verpachtet war. Das Gut Kletzke war elf Hufen groß und in drei Felder geteilt. Auf den Wiesen konnten die Bauern insgesamt 182 Fuder Heu ernten (1625); hinzu kamen Einkünfte aus Wäldern und Weiden. Im Dorf lebten im Jahr 1652 insgesamt elf Familien: fünf Hufner und sechs Kossäten. Die von Quitzow gerieten offenbar in finanzielle Schwierigkeiten, jedenfalls waren im Jahr 1684 zwei der drei Rittersitze im Wiederverkaufsbesitz der später nobilitierten Familie (von) Klinggräff und Stryck, die sie erst 1719 wieder auslösten. Zwei Jahre später lagen von den 19 Einhufnerhöfen neun wüst, von den 18 Kossätenhöfen waren es elf. Es gab einen Kossäten, der ein wenig Land und zwei Schneiderstellen besaß, zwei obrigkeitliche Katen (einen Schneider, einen Schuster) sowie einen Schmied, einen Braukrug, einen Kuhhirten und einen Schweinehirten. Die Gemarkung war 19 Hufen groß; auf ihr wurden 28 Wispel 10 Scheffel ausgesät. Der Braukrug war an Frau Klinggräff vermietet.

### 18. Jahrhundert
Im Jahr 1707 war das halbe Gut Kletzke geteilt. Der erste Teil wurde als „das Teil beim Schloß der Weißen Hause“ gelegen, der zweite Teil hieß „Dircksen Theil“ oder „das Teil am Kirchhof gelegen“. Die andere Hälfte bestand ebenfalls als zwei Teilen, wurde aber nach einem Erbfall der Gebrüder Klinggräff durch Paul Anton von Kameke wieder vereint. Das halbe Gut war 10 1⁄2 Ritterhufen groß; dort wurde Ackerbau und Viehzucht betrieben. Der Rittersitz am Weißen Hause bestand aus einem zweigeschossigen, 16 Gebinde langen und gemauerten Gebäude mit Ziegeldach sowie einem Wirtschaftsgebäude. Im Jahr 1719 starb die Linie der von Quitzow in der Region aus und die zweite Hälfte fiel ebenfalls an die von Kameke. Das Dorf war 19 Hufen groß; dort lebten elf Hufner und 18 Kossäten, zwei Kötter, sechs Paar Einlieger, zwei Pachtschäfer, ein Schäferknecht, zwei Hirten ohne Vieh und ein Schmied. Aus dem Jahr 1834 wird von 18 Bauern und 18 Kossäten, 36 Häuslingen, einem Schmied, einem Schneider, zwei Schäfern und zwei Hirten berichtet. Sie brachten auf 19 Hufen insgesamt 28 Wispel 10 Scheffel Saat aus. Kletzke bestand aus dem Dorf mit zwei Rittersitzen (1745). Neun Jahre später kam es zu einer Separation zwischen der Gemeinde und der Gutsherrschaft. Zwei wüst gefallene Hufnerhöfe wurden von der Herrschaft eingezogen. Im Dorf lebten damit 17 Hufner, 17 Kossäten, zwei Kötter, ein Krüger, ein Pachtschäfer, ein Kuhhirte und ein Dorfschmied. Ihre Anzahl stieg kurz darauf auf 18 Hufner, 18 Kossäten, fünf Kötter sowie drei Paar Einlieger, einen Pachtschäfer, einen Kuhhirten und einen Dorfschmied an (1760). Eine weitere Statistik aus dem Jahr 1791 führte für Kameke mit Dorf und Vorwerk, in dem 15 Bauern, zwei Halbbauern, 16 Kossäten, vier Büdner, 20 Hausleute, ein Gutsbesitzer, ein Verwalter, ein Pfarrer, ein Krüger und ein Schmied lebten, die in Summe 89 Feuerstellen (= Haushalte) betrieben. Kurz darauf übernahmen die von Knobelsdorf(f) den Ort, hielten ihn aber nur bis 1805.

### 19. Jahrhundert

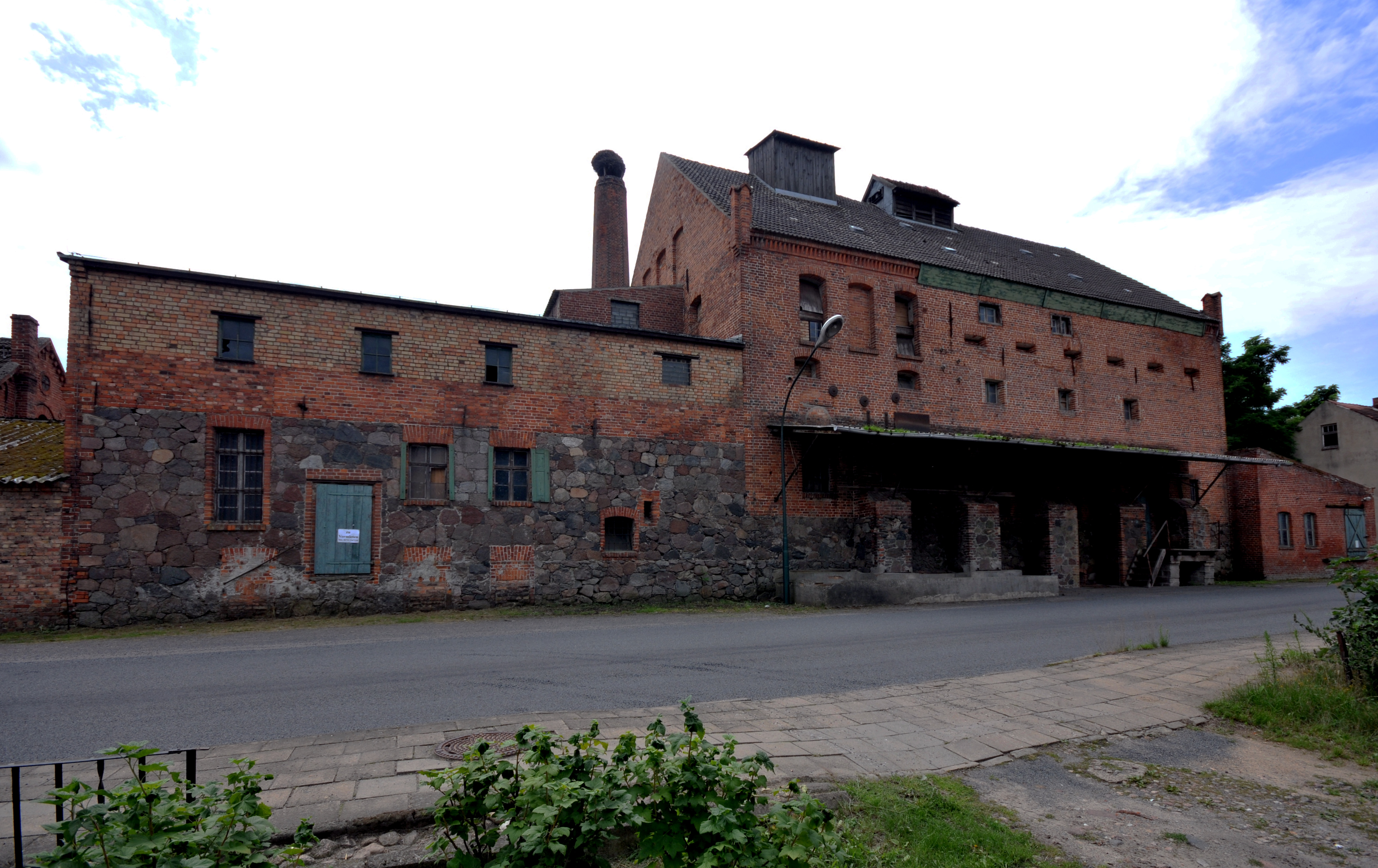
Mühlengebäude an der Hauptstraße

Im Jahr 1801 lebten im Dorf 17 Ganzbauern, 16 Kossäten, fünf Büdner und 25 Einlieger. Es gab außerdem einen Radmacher, einen Schuster, eine Schmiede sowie einen Förster. Kurz darauf erwarb die Gemeinde die zum Gut zugehörigen, 42 Morgen (Mg) großen Rohr- und Carpniswiesen, die bislang zur Herrschaft gehörten (1804). Nach den von Knobelsdorff trat ab 1805 ein Nachfahre aus der Linie von Ernst Jacob von Eckardstein im Dorf als Besitzer auf. Kletzke kam zum Landkreis Westprignitz und bestand im Jahr 1819 aus 18 Hufnern, 18 Kossäten, vier Köttern, einem Pachtschäfer, einem Dorfschäfer, einem Kuhhirten, einem Dorfschmied und fünf Paar Einliegern. Bis 1846 waren 100 Wohnhäuser entstanden. Zum Dorf gehörten im Jahr 1860 die beiden Abbauten Posthaus und Gutsgehöft zu Neu Schrepkow. Es gab fünf öffentliche, 82 Wohn- und 100 Wirtschaftsgebäude (darunter eine Getreidemühle). Im Gut standen 17 Wohn- und 22 Wirtschaftsgebäude, darunter eine Brennerei. Im Jahr 1860 war das Dorf 3586 Mg groß: 110 Mg Gehöfte, 16 Mg Gartenland, 1671 Mg Acker, 475 Mg Wiese, 807 Mg Weide und 507 Mg Wald. Das Rittergut war 2126 Mg groß: 13 Mg Gehöfte, 19 Mg Gartenland, 1564 Mg Acker, 119 Mg Weise, 158 Mg Weide, 253 Mg Wald (ohne Haaren und Karthan). Vor 1880 beinhaltete das Eckardstein`sche Rittergut samt Brennerei 1789 ha. Zeitgleich wurde mit F. Kopplow ein Kunstgärnter in Kletzke beschäftigt. Um 1896 gehörten zum Rittergut der von Eckardstein 1789 ha, inklusiv der Vorwerke Haaren und Karthau.

### 20. und 21. Jahrhundert

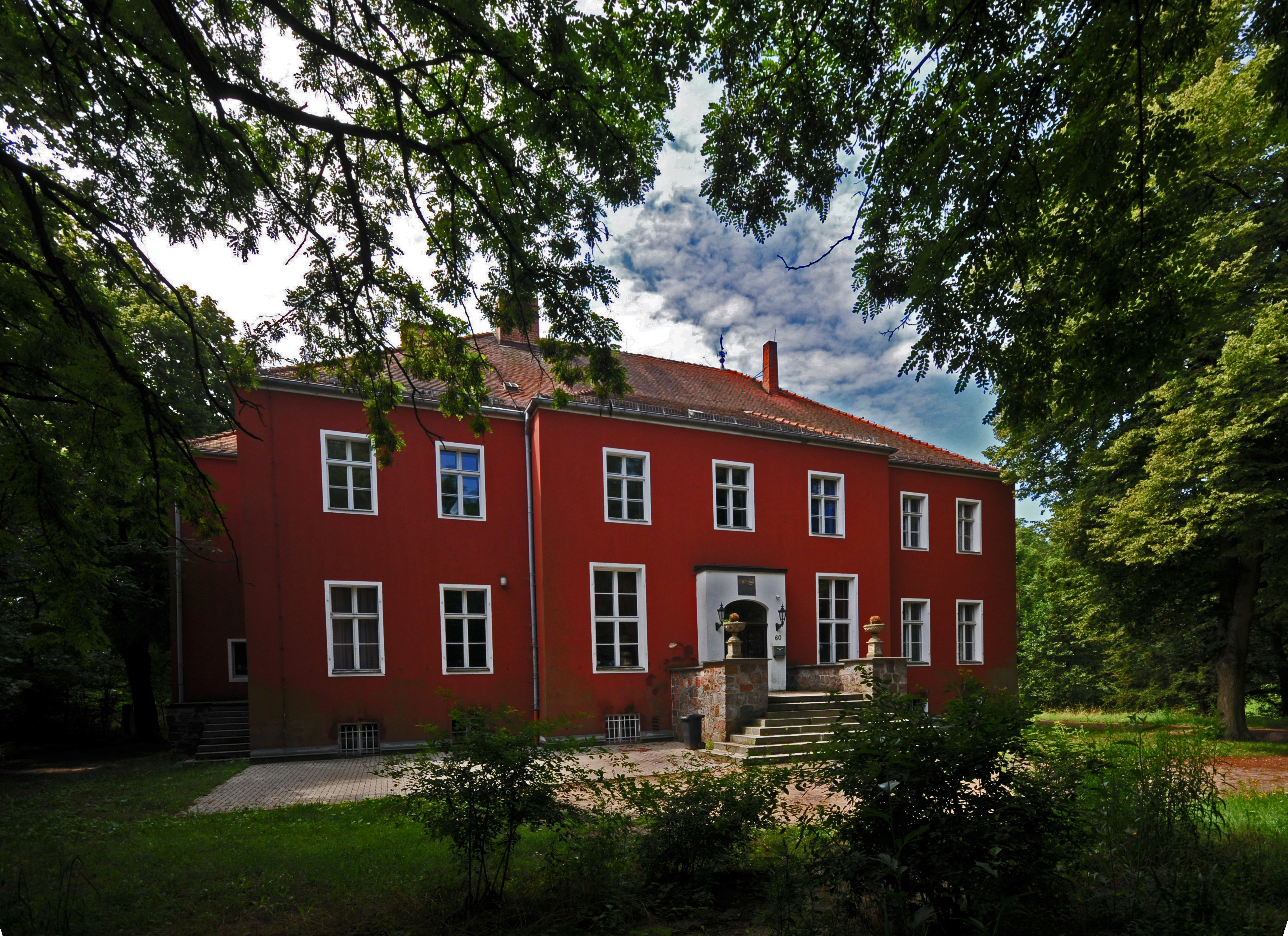
Herrenhaus Kletzke

Im neuen Jahrhundert standen im 1020 Hektar großen Dorf 63, im 1790 ha großen Gut 20 Häuser. Im Dorf lebten im Jahr 1907 insgesamt neun Bauern, sieben Kossäten und ein Landwirt. Es gab acht Eigentümer, einen Gastwirt, einen Mühlenbesitzer, einen Schmiedemeister, einen Bäckermeister, einen Fleischermeister und einen Malermeister. Außerdem lebte im Dorf ein Sattlermeister, ein Stellmachermeister, ein Tischlermeister, ein Töpfermeister und ein Pantinenflicker. Hinzu kamen ein Barbier, drei Kaufleute, ein Holz- und Kohlenhändler, zwei Viehhändler, zwei Rechnungsführer, ein Arbeiter, ein Postagent, zwei Tierärzte, ein Arzt, zwei Drogisten, ein Superintendent a. D., ein Lehrer, zwei Altsitzer und zwei Rentner. 1914 war Familie Müller aus Neukölln stammend Gutsbesitzer. Das Gut war noch 450 ha groß. Im Gut lebten der Administrator, ein Viehzuchtinspektor, ein Brenner, ein Oberschweizer, ein Schmiedemeister, ein Stellmacher, drei Eigentümer, zwei Förster, ein Maurer, ein Bauunternehmer, eine Erzieherin und ein Rentner. Das Rittergut mit Schäferei, der Gutsbezirk mit Vorwerk Haaren und Försterei und Vorwerk Karthan wurden 1928 nach der neuen Gesetzgebung vom 27. Dezember 1927 als vormals juristisch eigenständige Ortschaften in die Ortschaft Kletzke eingemeindet. Am privatrechtlichen, kirchlichen und fiskalischen Eigentum änderte sich nichts. Gutsbesitzer vom Rittergut Kletzke, Umfang 504 ha, war damals der Landwirt Emil Müller, als Verwalter agierte sein Sohn Emil Müller jun. Ebenso verhielt es sich mit dem Forstgut Karthan, Besitzer Kammerherr und Major Ewald Freiherr von Kleist, Verwalter Leutnant von Kleist, mit Gemeinde Groß Lüben, Bad Wilsnack und Grube vereinigt, ebenso das Vorwerk (auch als Restrittergut geführt) Haaren, Eigentümer Erich Schulze, mit Gemeinde Grube, der Westprignitzer Teil des Vorwerks Neu Schrepkow (als Rittergut geführt und zum Rittergut Kletzke zugehörig), mit Gemeinde Schrepkow/Ostprignitz, der Rest mit Gemeinde Kletzke. Diese bestand nun als eine Gemeinde, in der im Jahr 1931 insgesamt 103 Wohnhäuser standen. Ab 1930 waren zeitweise zwei Gutsbesitzerfamilien ansässig, zum einen die Familie Müller, zum anderen die Familie Wrede, die als Fabrikanten in der Provinz Sachsen und in Berlin namhaft wurden und mehrere Rittergüter aufkauften. Vertreter vor Ort war zunächst Julius Wrede-Schöneiche (* 18. Mai 1850 Oschersleben; † 5. September 1930 Kletzke), dann die Familie seines Sohnes Julius Wrede, Landrat a. D. und Bankier. Zwei seiner Kinder heirateten in Kletzke 1935 respektive 1940 adelige Ehepartner.
Im Jahr 1939 gab es einen land- und forstwirtschaftlichen Betrieb, der größer als 100 Hektar war. Weitere 19 Betriebe waren zwischen 20 und 100 Hektar, sechs zwischen 10 und 20 Hektar, elf zwischen 5 und 10 Hektar sowie 20 zwischen 0,5 und 5 Hektar groß. Es gab 74 Personen, die in Industrie und Handwerk tätig waren; 47 in Handel und Verkehr. Letzter Rittergutsbesitzer zu Kletzke, zumindest bewirtschaftete er Flächen vom Gut, war Ludwig Streese, der neue Werkwohnungen errichten ließ.
Nach dem Zweiten Weltkrieg wurden 565,87 Hektar enteignet. Davon gingen 8,62 Hektar an 13 Neubauern, elf erhielten 18,92 Hektar, 65 Bauern insgesamt 466,10 Hektar. Ein weiterer Bauer erhielt 10,57 Hektar, 30,1 Hektar gingen an 10 Altbauern; der Rest an die Gemeinde und die VdgB. Kletzke kam in der DDR zum Kreis Perleberg im Bezirk Schwerin (1952). Im Folgejahr gründete sich eine LPG Typ I Helmut Just mit 26 Mitgliedern und 92,95 Hektar Fläche, die 1954 in eine LPG Typ III umgewandelt wurde. Sie wuchs auf 173 Mitglieder und 1206,08 Hektar Fläche im Jahr 1960 an und nahm im Folgejahr die LPG Typ I Zur Wasserburg aus Plattenburg auf. In der Zwischenzeit hatte sich der Wohnplatz Neubauernsiedlung etabliert (1957). Der Ortsteil Plattenburg erhielt im Jahr 1963 insgesamt 1262 Hektar aus der Gemeinde Groß Leppin. Im Jahr 1979 bildete sich unter anderen aus der LPG in Kletzke die LPG Pflanzenproduktion Glöwen.
Nach der Wende teilte sich die LPG Pflanzenproduktion Glöwen im Jahr 1990 auf einzelne LPGs auf. In Kletzke wurde diese im Jahr 1991 in die Agrargenossenschaft e. G. Kletzke umgewandelt. Das Dorf kam im Jahr 1993 zum Landkreis Prignitz, die 2001 in der Gemeinde Plattenburg aufging.

## Sehenswürdigkeiten

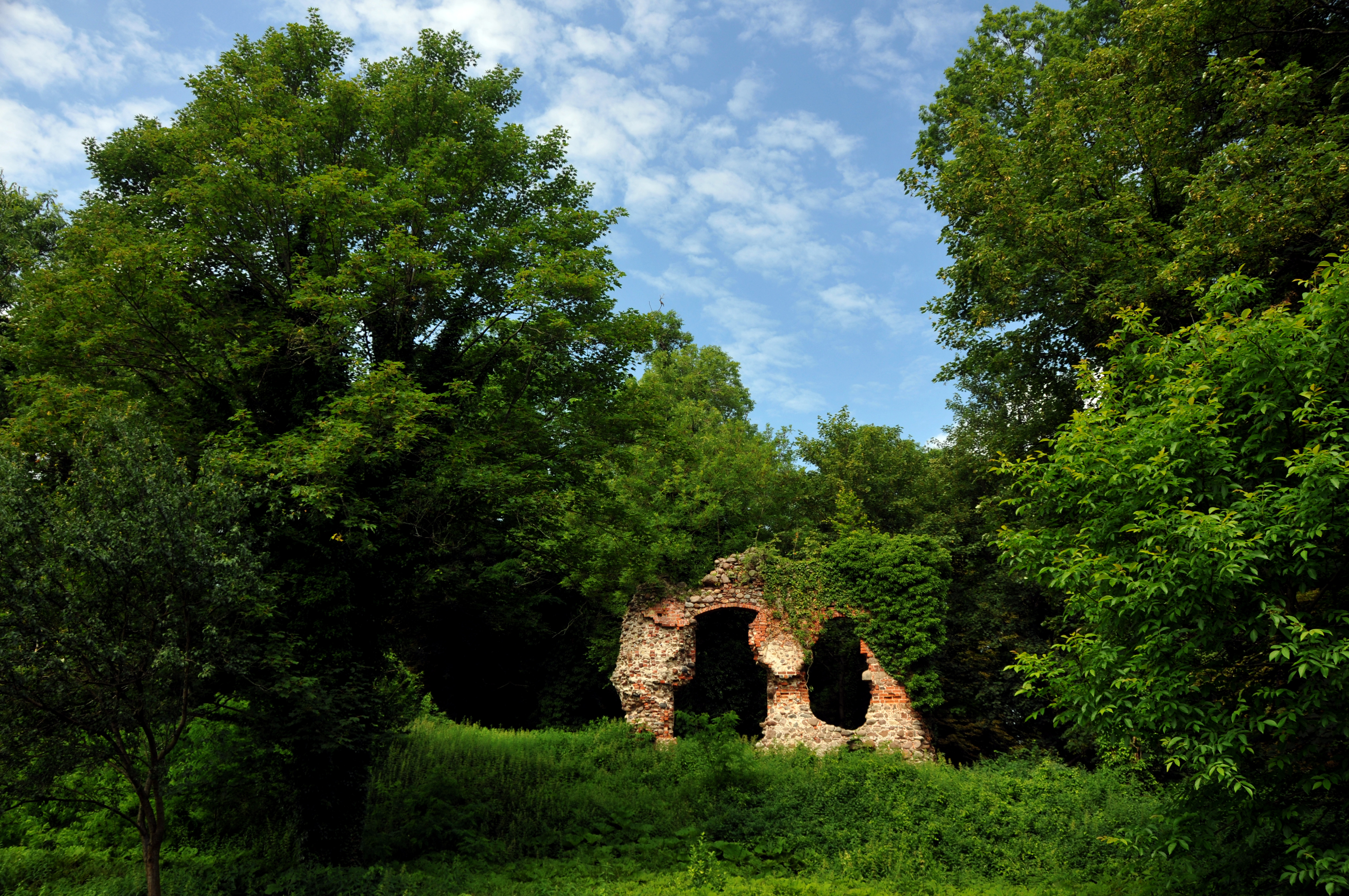
Schlosspark mit Burgruine

In der Liste der Baudenkmale in Plattenburg sind für Kletzke fünf Baudenkmale aufgeführt:
- die Dorfkirche Kletzke, erbaut im 13. Jahrhundert
- Reste der Schlossruine, Gelände der mittelalterlichen Wasserburg mit Wällen und Wassergraben
- Gedenkstein für den ermordeten Dresdner Kommunisten Hanns Rothbarth († 1944)
- Gedenkstein für den ermordeten Kommunisten Willi Sänger († 1944)
- Meilenstein (an der B 5)

## Weitere Literatur
- Richard Rudloff: Die Quitzows aus dem Hause Quitzöbel-Kletzke. Bilder aus der Geschichte des Geschlechts, 2 Teile, In: Prignitzer Volksbücher; Heft 74/75, Heft 76/77, Verlag A. Tienken, Pritzwalk 1928.